# ستيف بروسارد (لاعب كرة قدم أمريكية)
ستيف بروسارد (بالإنجليزية: Steve Broussard)‏ هو لاعب كرة قدم أمريكية أمريكي، ولد في 19 يوليو 1947.

## وصلات خارجية
- ستيف بروسارد (لاعب كرة قدم أمريكية) على موقع مرجع كرة القدم المحترفة.كوم (الإنجليزية)